# Hausdorff-dimensie

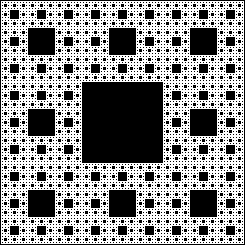
Het Tapijt van Sierpiński, een object met Hausdorff-dimensie (ln 8 / ln 3), dus ongeveer 1,8928

In de wiskunde is de hausdorff-dimensie, of hausdorff-besikovitsj-dimensie, een niet-negatief reëel getal of eventueel oneindig (uitgebreid reëel getal). De hausdorff-dimensie veralgemeent het begrip dimensie van een reële vectorruimte en kent aan elke metrische ruimte een dimensie toe. Daarmee krijgen bijvoorbeeld ook fractalen een dimensie, zij het niet een geheel getal. 
Voor gewone objecten als een punt, een lijn of een vlak komt de hausdorff-dimensie overeen met de gebruikelijke dimensie. Er zijn echter vele onregelmatige verzamelingen die niet een gewone dimensie hebben, maar wel een niet-geheeltallige hausdorff-dimensie. 
Het begrip werd in 1918 geïntroduceerd door de Duitse wiskundige Felix Hausdorff. Veel van de technische ontwikkelingen die worden gebruikt om de hausdorff-dimensie voor zeer onregelmatige-verzamelingen te berekenen, werden ontwikkeld door Abram Besikovitsj.

## Basisgedachte
Om een idee te krijgen van de hausdorff-dimensie, kijken we naar een eenvoudig, begrensd object in drie dimensies. We overdekken het object met bolletjes met straal r en kijken hoeveel bolletjes N(r) daarvoor minimaal nodig zijn. Als we de straal r kleiner nemen, zullen we meer bolletjes nodig hebben. Het is niet moeilijk in te zien dat voor een lijnstuk het aantal bolletjes omgekeerd evenredig is met r. Voor een vlakke figuur zal het aantal benodigde bolletjes omgekeerd evenredig zijn met het kwadraat van r en voor een ruimtelijke figuur met de derde macht. Het lijkt er op dat de macht van de straal van de bolletjes, waarmee het benodigde aantal omgekeerd evenredig is, de dimensie van het object voorstelt. In formule: als
{\displaystyle N(r)\sim {\frac {1}{r^{d}}}}
dan is d de hausdorff-dimensie, dus:
{\displaystyle d=-\lim _{r\to 0}{\frac {\log(N(r))}{\log(r)}}}.
In plaats van bolletjes kunnen we ook vierkantjes of andere figuurtjes nemen voor de overdekking. In het geval van een vierkant zien we dan gemakkelijk dat er 4 vierkantjes nodig zijn van de halve afmeting en 9 met afmeting 1/3 van de oorspronkelijk, enz. Er geldt dus N(r) = 1/r2, dus d = 2.
Nu kunnen we ook inzien hoe sommige figuren een niet-geheel getal als hausdorff-dimensie hebben. Een bepaalde fractal, de koch-kromme is opgebouwd uit 4 kleinere koch-krommen die een factor 3 kleiner zijn. De hausdorff-dimensie van deze koch-kromme is dus:
{\displaystyle d={\frac {\log 4}{\log 3}}}.
Het boven afgebeelde tapijt van Sierpiński is opgebouwd uit 8 kleinere tapijten die een factor 3 kleiner zijn, dus: 
{\displaystyle d={\frac {\log 8}{\log 3}}}.
De precieze definitie maakt gebruik van het begrip hausdorffmaat en bepaalt de hausdorff-dimensie als het kleinste (uitgebreide) reële getal waarvoor de hausdorffmaat van het betrokken object 0 is.

## Definitie
Onder de hausdorff-dimensie van een begrensde deelverzameling X van de {\displaystyle \mathbb {R} ^{n}} verstaan we het getal
{\displaystyle \dim _{H}(X)=\inf\{s\mid H^{s}(X)=0\},}
of equivalent:
{\displaystyle \dim _{H}(X)=\sup\{s\mid H^{s}(X)=\infty \}.}
Daarin stelt Hs de hausdorffmaat van dimensie s voor.